# Inégalité de Wirtinger
Pour les articles homonymes, voir Wirtinger.
En mathématiques et plus précisément en analyse, l'inégalité de Wirtinger compare la valeur moyenne du carré d'une fonction continument dérivable avec la moyenne du carré de sa dérivée.
Elle est utilisée en géométrie, par exemple Adolf Hurwitz l'a utilisée en 1904 pour établir un théorème isopérimétrique ; elle est aussi utilisée dans la théorie des séries de Fourier. Intuitivement, la dérivation amplifie les différents termes du spectre en fréquence, et ce d'autant plus qu'ils sont d'ordre plus élevé. Donc l'énergie totale du signal dérivé est plus forte que celle du signal initial.

## Énoncé
Soient a, b deux réels tels que a < b, et f une fonction continue et de classe C1 par morceaux sur [a, b], à valeurs complexes.

Si l'intégrale de f entre a et b est nulle et si f(b)=f(a) alors la majoration suivante, dite inégalité de Wirtinger est vérifiée :
{\displaystyle \int _{a}^{b}|f(t)|^{2}\,\mathrm {d} t\leq \left({\frac {b-a}{2\pi }}\right)^{2}\int _{a}^{b}|f'(t)|^{2}\,\mathrm {d} t}

## Cas d'égalité
Le seul cas d'égalité est celui où il existe deux nombres complexes α et β tels que :

## Démonstration
Il existe de nombreuses manières de démontrer ce résultat ; la plus simple utilise la théorie des séries de Fourier. Quitte à effectuer un changement de variable affine convenable, on peut limiter la démonstration au cas a = 0 et b = 2π.
D'après les hypothèses, f et sa dérivée appartiennent toutes deux à l'espace de Hilbert L2([0, 2π]) des fonctions dont le module au carré est intégrable sur [0, 2π]. L'égalité de Parseval donne donc :
{\displaystyle {\frac {1}{2\pi }}\int _{0}^{2\pi }|f(t)|^{2}\,\mathrm {d} t=\|f\|^{2}=\sum _{n\in \mathbb {Z} }|c_{n}|^{2}\qquad {\text{et}}\qquad {\frac {1}{2\pi }}\int _{0}^{2\pi }|f'(t)|^{2}\,\mathrm {d} t=\|f'\|^{2}=\sum _{n\in \mathbb {Z} }|d_{n}|^{2},}
avec
{\displaystyle c_{n}={\frac {1}{2\pi }}\int _{0}^{2\pi }f(t)\mathrm {e} ^{-\mathrm {i} nt}dt\quad {\text{et}}\quad d_{n}={\frac {1}{2\pi }}\int _{0}^{2\pi }f'(t)\mathrm {e} ^{-\mathrm {i} nt}\,\mathrm {d} t,\quad {\text{en particulier}}\quad c_{0}=d_{0}=0.}
De plus, une intégration par parties montre que :
{\displaystyle d_{n}={\frac {1}{2\pi }}\int _{0}^{2\pi }f'(t)\mathrm {e} ^{-\mathrm {i} nt}\,\mathrm {d} t={\frac {1}{2\pi }}\left[f(t)\mathrm {e} ^{-\mathrm {i} nt}\right]_{0}^{2\pi }+{\frac {\mathrm {i} n}{2\pi }}\int _{0}^{2\pi }f(t)\mathrm {e} ^{-\mathrm {i} nt}dt=\mathrm {i} nc_{n}.}
On en déduit donc :
{\displaystyle \int _{0}^{2\pi }|f'(t)|^{2}\,\mathrm {d} t=2\pi \sum _{n\in \mathbb {Z} ^{*}}|nc_{n}|^{2}\geq 2\pi \sum _{n\in \mathbb {Z} ^{*}}|c_{n}|^{2}=\int _{0}^{2\pi }|f(t)|^{2}\,\mathrm {d} t}
et l'inégalité est stricte, sauf si les cn sont nuls pour tout n différent de 1 et de –1.